# 阿久比讃歌 光あふれて
『阿久比讃歌 光あふれて』（あぐいさんか ひかりあふれて）は日本の愛知県知多郡阿久比町が制定した町民歌である。作詞・滝田常晴、作曲および編曲・小川寛興。

## 解説
1982年（昭和57年）11月3日制定。ダークダックスを創唱者として発表会が開催され、中部日本放送グループのCBCテレビ映画社制作、ポリドール（のちユニバーサルミュージック）の販売でEPレコードが発売された。
その後も2005年（平成17年）に開催された、愛知万博の「阿久比の日」をはじめ、町の行事やイベントで演奏されている。

## 備考
北海道が制定している「北海道民のうた」3曲のうち代表曲とされている行進曲「光あふれて」および、秋田県仙北郡美郷町が制定した町民歌「光あふれて」は、いずれも同名異曲である。このうち美郷町民歌は「阿久比讃歌」と同じく、滝田常晴が作詞している。